# Antiglobalizace

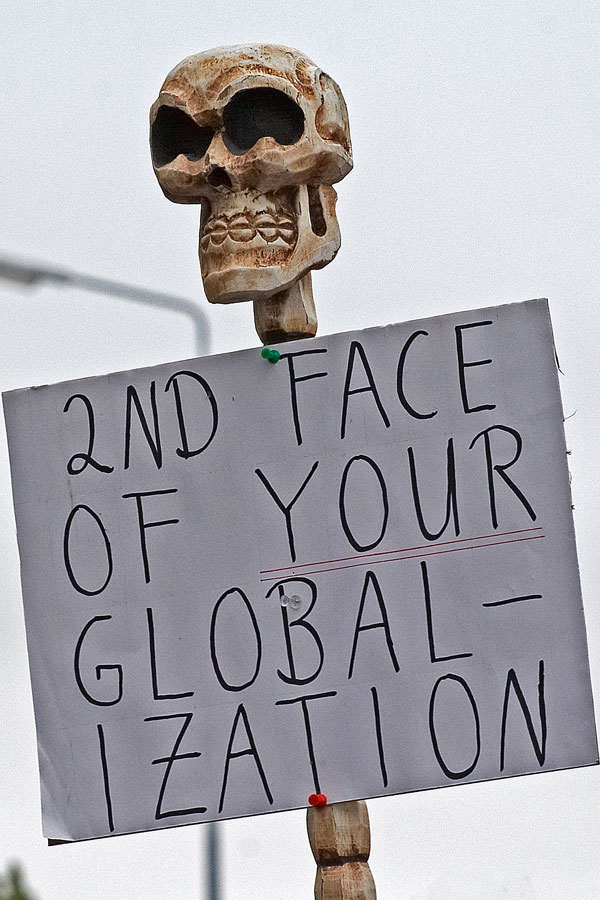
Antiglobalistický transparent

Antiglobalizační hnutí, neboli hnutí proti globalizaci, je sociální hnutí kritické vůči ekonomické globalizaci. Hnutí se také běžně označuje jako hnutí za globální spravedlnost, alterglobalizační hnutí, antiglobalistické hnutí, anti-korporační globalizační hnutí nebo hnutí proti neoliberální globalizaci.
Mnoho aktivistů proti globalizaci se nebrání globalizaci obecně, ale požaduje formy globální integrace, které by lépe zajišťovaly demokratické zastoupení, prosazování lidských práv, spravedlivý obchod a udržitelný rozvoj, a proto pokládají pojem „antiglobalizace“ za zavádějící.

## Směry antiglobalismu
- komunistický
- neomarxistický
- nacionalistický
- ekoaktivistický[1]

## Antiglobalismus v České republice
V České republice se hnutí dostalo do obecného povědomí primárně díky antiglobalizačním protestům v Praze v roce 2000.